# Lago Trasimeno

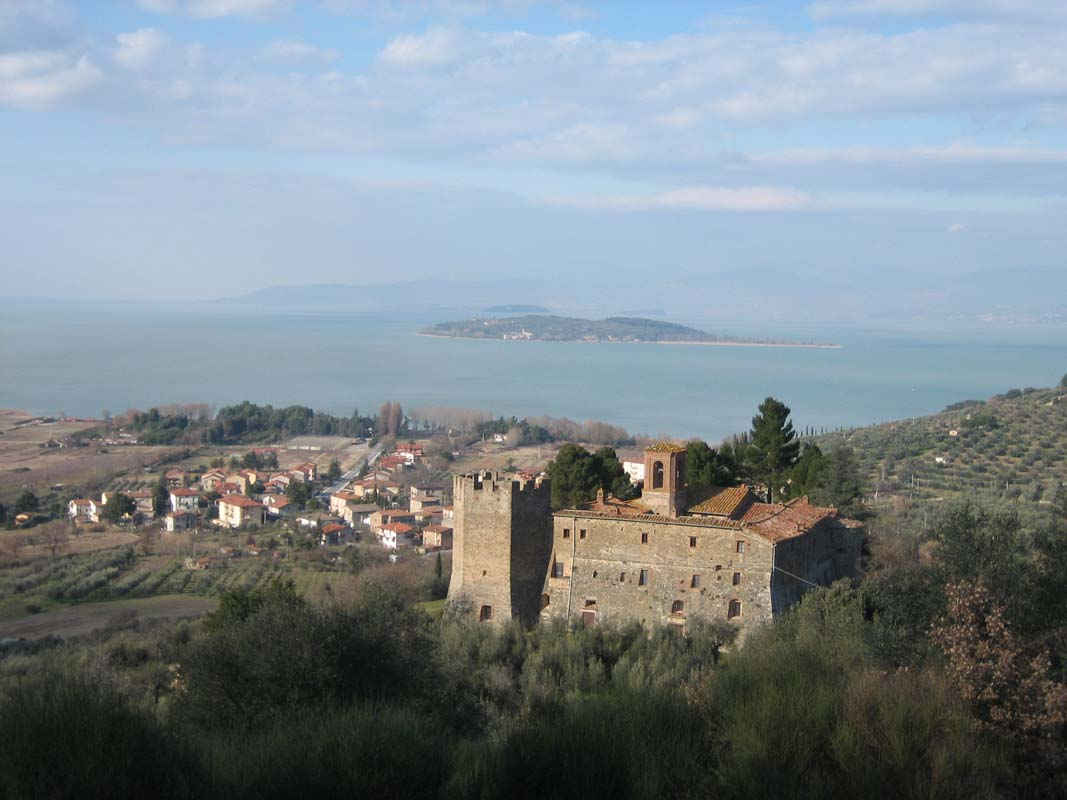
Utsikt från La Badia.

Lago Trasimeno är den fjärde största sjön i Italien och den största sjön söder om Po på den italienska halvön med en yta på 128 km², endast något mindre än Lago di Como. Sjön är endorheisk och medeldjupet ligger på 4,3 m och den djupaste delen är 6 m.
Historiskt sett var Trasimeno känd som "Perugiasjön" och detta namn gör det lätt att förstå vikten sjön alltid har haft för nordvästra Umbrien och Chianadistriktet i Toscana. Slaget vid Trasimenska sjön, mellan Hannibal från Kartago och Flaminius som ledde en armé från Rom, ägde rum på norra stranden av sjön i april 217 f.Kr. under det andra puniska kriget. 
Det finns tre öar i sjön, Isola Polvese, Isola Maggiore och Isola Minore. Isola Maggiore, den näst största, är den enda som är bebodd. Det lilla fiskeläget hade sin storhetstid under 1400-talet men idag finns det runt ett 30-tal invånare. De flesta byggnader, inklusive ruinerna av ett Franciscankloster, är från 1300-talet.